# Besitzgeschichte von Klinge

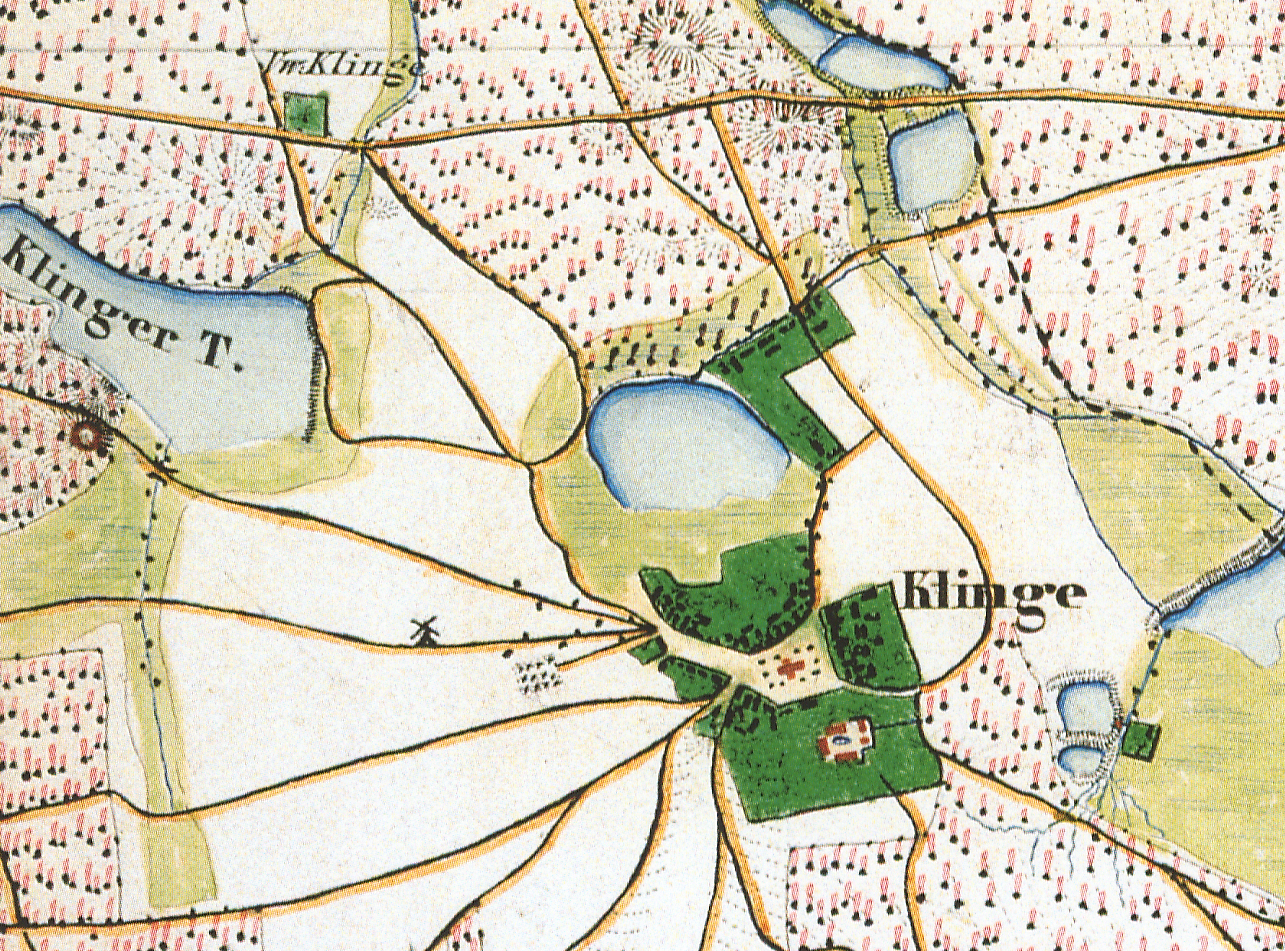
Klinge auf dem Urmesstischblatt 4253 Forst von 1845

Die Besitzgeschichte von Klinge ist seit dem 15. Jahrhundert überliefert, als 1486 wurden die Gebrüder von Seiffertitz mit dem Ort Klinge im heutigen Brandenburg  belehnt wurden.
Gunther Catwitz zur Clingen schwor 1500 die Lehnspflicht gegenüber Joachim I. und Markgrafen Albrecht. 1501 wird Günther von Kottwitz (Kathewitcz) auf Klinge (zur Clinge) genannt; er war Bürge des Peter von Polenz zu Cottbus. Er starb 1504; ihm folgte sein Sohn Christoph nach, der Montag nach Egidii (3. September) 1504 auch im Namen seiner unmündigen oder im Ausland befindlichen Brüder die Lehn empfing. Seine Brüder sollten nach ihrer Mündigkeit ebenfalls die Lehnpflicht leisten. Christoph saß auch 1536 auf Klinge. Krüger gibt als Mitbesitzer auch einen Antonius von Kottwitz an, der schon 1532 als in Klinge ansässig genannt ist. Die beiden Brüder sollen 1536 eine Wassermühle zwischen Klinge und Gosda erbaut haben, die spätere Buschmühle, und sie mit dem Mahlzwang für beide Dörfer ausgestattet haben. Vermutlich ist es die spätere Buschmühle, die auf der (ursprünglichen) Feldmark von Gosda lag. Christoph war mit einer Anna von Zabeltitz verheiratet. Anton von Kottwitz auf Klinge und Gusow (= Gosda) heiratete 1538 eine Margaretha NN.
1548 waren die Söhne des Christoph, Günther, Nickel, Georg und Baltzer von Kottwitz bereits erwachsen. 1555 ist Christoph verstorben. Sein Sohn Günther von Kottwitz war Geheimer Rat und Kämmerer des brandenburgischen Markgrafen Johann von Küstrin. Er besaß Sommerfeld, Baudach, Matzdorf, Grabko, Dubrau, Neuhausen, Bräsinchen, Groß Oßnig, Sergen, Trebendorf, Klinge und Mattendorf. Er war mit Hedwig von Zabeltitz verheiratet. Als Besitzer von Klinge folgten Nickel und Balthasar/Baltzer, die ihrem Bruder Günther 1561 seinen Anteil an Klinge mit der Mühle und an Gosda abkauften. Bei der Musterung der Ritterpferde 1565 mussten die von Kottwitz zu Cottbus drei Pferde stellen, vom Rittergut Klinge ein Pferd.
Nickel von Kottwitz zur Klinge erscheint noch 1581 als Zeuge in einer Urkunde. Seine Söhne waren Christoph, Georg, Nicol, Caspar und Antonius; sie sind Mitbelehnte in einem Lehenbrief vom 10. Oktober 1596 ihres Vetters Baltzer von Kottwitz auf Sommerfeld. Zur Musterung der Ritterpferde 1583 erschienen Nickel und Baltzer von Kottwitz wegen des Dorffs Klingen, in guter Rustung. 1586 trat Nickel von Kottwitz zu Klinge in die Kottbuser Schützengilde ein; 1591 ist er den Aufzeichnungen der Schützengilde nach verstorben. Anscheinend starb er ohne Leibeserben, denn 1592 erbte der Sohn seines Bruders Baltzer, Hans Christoph das Gut Klinge. Dieser verkaufte schließlich Klinge 1601 für 5.000 Taler an seinen Vetter Georg von Kottwitz. Er musste dafür 1.200 Taler aufnehmen und kam 1621 in Zahlungsschwierigkeiten. Um die Schulden abzutragen, verkaufte er Klinge 1621 an Ernst von Kracht, der Sohn des Caspar von Kracht auf halb Strega. 1629 starb er und vererbte Klinge und halb Strega an seine Söhne Eustach, Hans Otto und Isaak. Der Dreißigjährige Krieg setzte Klinge schwer zu. Allein zwischen September 1633 und Pfingsten 1634 erlitt Klinge Schäden in Höhe von 3.246 Talern. Der damalige Pächter des Krachtschen Rittergutes meldete allein 1.926 Taler, die er durch die kaiserlichen, besonders kroatische Söldner erlitten hatte. 1635 waren von den 12½ Bauernhufen bis auf eine Hufe alle wüst. Von den sieben Gärtnerstellen waren nur noch vier besetzt.
1644 war Eustach von Kracht alleiniger Besitzer von Klinge. Am 22. Oktober 1644 schwor der Cottbuser Bürgermeister Johann Meißner in Namen von Eustachius von Kracht die Lehnpflicht für Klinge. Zur Gesamten Hand angenommen waren Isaac, der Bruder des Eustach (hier wird der Vater der beiden Ernst von Kracht sel. genannt), Heinrich Sigismund, der Sohn des verstorbenen Christoph von Kracht zu Strega, und George Abraham, der Sohn des verstorbenen Hans von Kracht auf Klein Rietz. Weiter werden als Gesamthänder genannt: Dietrich, der Oberst und Sohn des verstorbenen Baltzer von Kracht auf Milkersdorf, Philipp Heinrich, der Sohn des verstorbenen Baltzer von Kracht auf Türkendorf, sowie Bartsch Hildebrand und Abraham, die Söhne des verstorbenen Bartsch von Kracht auf Sachsdorf. Von diesen war aber keiner anwesend. Lediglich Dietrich von Kracht, der Oberst hatte am 24. August 1641 die Mutung getan und einen Mutungszettel bekommen, den er aber in der Schlacht von Leipzig am 19. Juni 1643 verloren hatte. Ein weiterer Mutungszettel wurde ihm ausgestellt und da er selber nicht nach Küstrin kommen, legte sein Bevollmächtigter der Kurfürstliche Kammerherr, Oberstallmeister und Oberst George Ehrenreich von Burgsdorff für ihn am 13. Dezember 1644 die Pflicht ab.
Nach der Beschreibung der Herrschaft Cottbus und seiner Dörfer von 1652 war Eustachius von Kracht Besitzer von Klinge. Die Wassermühle und eine Windmühle waren beide gangbar. Vom 28. November 1654 datiert die Ehestiftung von Eustach von Kracht mit Elisabeth von Maltitz über ein Ehegeld von 2.000 Talern. Die weitere Geschichte ist zunächst nicht dokumentiert. 1691 starb ein Isaac von Kracht, der Sohn von Veit von Kracht auf Klinge ohne männliche Leibeserben. Dadurch kam Klinge an seinen Vetter Alexander Sigismund von Kracht auf Strega; er war mit Anna Elisabeth, einer Tochter des Isaac von Kracht verheiratet. Alexander Sigismund von Kracht starb 1700 oder 1702 und hinterließ vier Söhne Caspar Heinrich, Heinrich Sigismund, Christoph Ernst und Alexander Magnus.
Am 20. November 1702 schloss Christoph Ernst von Kracht auf Strega und Klinge den Ehevertrag mit Anna Dorothea von Löben, Tochter des Hans Nickel von Löben auf Groß Döbbern. Nach Houwald besaß aber sein Bruder Caspar Heinrich ebenfalls einen Anteil an Strega, Groß Oßnig und Klinge. Er musste Klinge auf 25 Jahre wiederkaufsweise an Hans Christoph von Pfuel abtreten. Schon 1705 trat Pfuel seine Pfandrechte an den Amtmann Johann Gottfried Schwarzkopf in Peitz ab. Dieser verkaufte Klinge 1710 um 14.000 Taler an Wolf Ernst von Zabeltitz auf Laubsdorf. Er war mit Anna Margarethe von Streumen verheiratet; er hinterließ aber keine männlichen Nachkommen. 1713 kaufte Caspar Heinrich von Kracht Klinge zurück. Er starb aber schon zwei Jahre später ohne männliche Nachkommen. 1715 ist daher sein Bruder Christoph Ernst auf Klinge, der Klinge wohl an seinen Vetter Gottlob Heinrich von Kracht, den Sohn des Bartusch Heinrich on Kracht, Landrat und Landesältester des Spremberger Kreises auf Türkendorf verkaufte. 1729 konnte er Gosda hinzu erwerben. 1740 verkaufte er Klinge und Gosda für 27.000 Taler und 500 Taler Schlüsselgeld an den Generalmajor Bernhard von Beauvryé/Beauvrier. Er war mit Johanna Henriette von Linger, Tochter des Generals der Infanterie und Chefs der Artillerie Christian Nikolaus von Linger verheiratet. Der Ehe entsprossen vier Söhne und zwei Töchter. Er starb am 13. August 1750 in Berlin. Die Kinder besaßen die beiden Güter zunächst ungeteilt. 1759 trat der damalige Leutnant im Manteuffelschen Regiment Ludwig Leonhard von Beauvrye seinen Anteil an Klinge und Gosda für 6.000 Taler an seinen Bruder Friedrich Reinhard, Leutnant und Generaladjutant ab. Auch die beiden Schwestern verzichteten auf ihre Anteile gegen eine Abfindung. Friedrich Reinhard geriet jedoch in Zahlungsschwierigkeiten und 1764 wurden beide Güter versteigert.
In einer weiteren Versteigerung kaufte 1772 Ludwig Leopold von Kleist (* 1723) das Gut Klinge. Er war am 1. Oktober 1764 zum Johanniterordensritter geschlagen worden. 1785 gibt Christian Gulde ihn als Besitzer von Klinge an, auf Gosda saß dagegen Friedrich Reinhard von Beauvrye. Ludwig Leopold von Kleist heiratete am 16. Februar 1762 Antonie Friederike Gräfin von Schönburg (* 10. Juli 1723). Er starb am 5. Mai 1790 in Klinge, seine Frau am 15. März 1795. Die Ehe war kinderlos geblieben. Erbin war Karoline Antonie Luise Gräfin von Reichenbach-Goschütz, geb. Gräfin von Schönburg, die Tochter ihres Bruders Heinrich Ernst von Schönburg.
Am 28. Mai 1801 überließ die Erbin das Gut Klinge ihrer Tochter Emilie Louise Wilhelmine Gräfin von Reichenbach-Goschütz (* 11. April 1780) für 24.000 Taler anlässlich ihrer Hochzeit mit dem Leutnant Gneomar Moritz Constantin Graf von Wartensleben (* 14. März 1780), Sohn des Alexander Leopold Graf von Wartensleben und der Dorothea Caroline Louise geb. von der Recke als Mitgift. Bratring nennt als Besitzer des Rittergutes den Grafen von Wartensleben mit Sitz in Klinge.
Am 26. April 1806 verkaufte Emilie Louise Wilhelmine Gräfin von Wartensleben geb. Gräfin von Reichenbach-Goschütz das Rittergut Klinge für 66.000 Taler Cour. und 100 Dukaten Schlüsselgeld an Rudolph Alexander von Unruh. Er war seit 1799 mit Luise von Oppeln-Bronikowski verheiratet. Er kam in Zahlungsschwierigkeiten und das Gut Klinge musste versteigert werden.
Am 26. März 1817 wurde das Gut schließlich dem Baron Carl Maximilian Friedrich von Goltstein zum Meistgebot von 31.100 Talern überlassen. Schon am 15. September 1820 verkaufte dieser Klinge für 58.220 Taler an den Kaufmann Friedrich Wilhelm Reimann, der Klinge am 15. November 1821 ohne Wertbestimmung an Ludwig Coulon gegen das Erbzinsgut Wenzlow mit den Etablissements Dannenreich und Friedrichshof im damaligen Kreis Teltow-Storkow und das Erbzinsgut Steinfurth (Amt Stahnsdorf) vertauschte. Am 17. April 1823 verkaufte Ludwig Coulon Klinge an den Rentier und Bankier Carl Friedrich Printz für 54.950 Taler.
Carl Friedrich Printz legte 1839 das Vorwerk Klingensaue an. Am 6. April 1840 vertauschte Carl Friedrich Printz Klinge gegen ein Haus in der Kurstraße in Berlin an den Leutnant Carl Georg von Hannecken. Da das Haus mit 42.000 Talern taxiert war, erhielt Printz zusätzlich noch 21.000 Taler und eine auf 15 Jahre beschränkte jährliche Leibrente von 240 Talern. 1841 schloss Hannecken mit den Bauern und Kossäten in Klinge einen Vertrag zur Ablösung der Erbuntertänigkeit. Carl Georg von Hannecken verkaufte das Gut Klinge am 14./20. März 1842 an den Leutnant a. D. Horaz/Horace Alphons Servière für 44.800 Taler. Dieser besaß es auch noch 1850. Berghaus gibt eine Fläche von insgesamt 2702 Morgen für das Rittergut an, davon 501 Morgen Ackerland, 123 Morgen Wiesen und 1739 Morgen Forst. Rauer führt ihn 1857 noch als Besitzer von Klinge auf. 1861 war Klinge im Besitz eines Leutnants Jouanne, der in diesem Jahr zum Wege-Polizei-Distrikts-Kommissar gewählt wurde. Riehl und Scheu nennen ihn C. Souanne.
Nach Adolph Frantz war 1863 der Posthalter Karl Schmidt in Senftenberg im Besitz des Rittergutes Klinge und des Vorwerks Klingensaue. Houwald gibt an, dass er große Teile des Rittergutes als Bauland an Bewohner aus Klinge verkaufte. Das Topographisch-statistische Handbuch des Regierungs-Bezirks Frankfurt a. O. von 1867 (das den Stand von 1864 wieder gibt) nennt das Gut nun Restrittergut, das im Besitz des Baron von Steinäcker war.
1874 ist Adalbert Richard Friedrich Wilhelm Bruno Freiherr von Steinäcker Rittergutsbesitzer in Klinge. Er war stellvertretender Amtsvorsteher im Amtsbezirk 8 Gosda in Kreis Cottbus. Ellerholz gibt dann für 1879 den Cottbuser Maurermeister Friedrich Wilhelm Schneider als Besitzer des Rittergutes Klinge an. Zu dieser Zeit hatte das Rest-Rittergut noch eine Größe von 190 ha, 81 ha Ackerland, 12 ha Wiesen, 17 ha Wasserflächen und 80 ha Forst. Der Grundsteuer-Reinertrag betrug 1176,63 Mark. Zum Gut gehörte bereits eine Ziegelei. 1885 betrug der Grundsteuer-Reinertrag 1286 Mark bei gleicher Größe. 1884 wurde das Gut Klinge an den Rechtsanwalt Dr. Hoffmann in Berlin verkauft und 1888/89 war das Gut im Besitz eines Christian Sellesk. Das Handbuch des Grundbesitzes von 1896 gibt die Größe des Rittergutes nun mit 200 ha an (85 ha Acker, 27,5 ha Wiesen, 87,5 ha Wald) bei gleichen Grundsteuer-Reinertrag. Als Besitzer ist ein Ackermann genannt, den Houwald als Gustav Ackermann bezeichnet. Er ist bis 1914 in Klinge nachgewiesen.
Das Handbuch des Grundbesitzes von 1921 nennt als (neuen) Besitzer des Gutes Klinge einen Oscar Coester. Er ließ das Gut von einem Verwalter namens Friebler bewirtschaften. Die Größe des Gutes wird mit 190 ha angegeben, 50 ha Acker, 35 ha Wiesen 100 ha Holzung, 2 ha Ödland und 3 ha Wasser.
Niekammers Güteradressbuch von 1923 nennt eine Größe von 135 ha, 45 ha Acker, 18 ha Wiesen, 65 ha Wald und 7 ha Ödland und Wasser. Der Viehbestand wird mit sieben Pferden, 20 Stück Hauptvieh, davon acht Kühe und 15 Schweinen angegeben.
Niekammers Landwirtschaftliches Adreßbuch von 1929 nennt neben dem Rittergut von Oscar Coester noch ein kleineres Gut des Paul Sellesk mit 23 ha Gesamtgröße. Der Grundsteuer-Reinertrag des Coesterschen Gutes betrug nur noch 820 Mark. Die Größe wird weiterhin mit 134 ha angegeben. Der Viehbestand hatte sich auf vier Pferde, zehn Stück Hauptvieh, davon vier Kühe und 10 Schweine verringert.